# سارة بيتر
سارة بيتر (بالإنجليزية: Sarah Peter)‏ هي فاعلة خير أمريكية، ولدت في 10 مايو 1800، وتوفيت في 6 فبراير 1877.